# Pompadourparkiet
De pompadourparkiet (Prosopeia tabuensis) is een vogel uit de familie Psittaculidae (papegaaien van de Oude Wereld).

## Verspreiding en leefgebied
Deze soort komt voor op de Fiji-eilanden en Tonga en telt twee ondersoorten:
- P. t. taviunensis: Taveuni en Qamea (Fiji-eilanden).
- P. t. tabuensis: Vanua Levu, Kios, Koro en Gau (Fiji-eilanden) en 'Eua (Tonga).

## Status
De grootte van de populatie is niet gekwantificeerd maar de soort wordt omschreven als algemeen. Op de Rode lijst van de IUCN heeft deze soort de status niet bedreigd.